# Championnats du monde de ski alpin 1933
Navigation
Cortina d'Ampezzo 1932 Saint-Moritz 1934
Les championnats du monde de ski alpin 1933 ont eu lieu à Innsbruck en Autriche du 8 au 10 février 1933.
Les épreuves de descente ont été disputées sur le Glungezer et les slaloms ont été disputés à Seegrube.
Les skieurs autrichiens remportent 5 des 6 titres mondiaux.
Chez les hommes, l'Autrichien Anton Seelos réalise le doublé slalom-combiné et le Suisse Walter Prager s'impose en descente devant son compatriote David Zogg. Le Suisse Fritz Steuri remporte deux médailles avec l'argent en combiné et le bronze en slalom.
Chez les femmes, Inge Wersin-Lantschner réalise le premier triplé de l'histoire en s'imposant en descente, slalom et combiné. Sa compatriote Gerda Paumgarten obtient deux médailles avec l'argent en combiné et le bronze en slalom.
L'Autriche remporte le classement des médailles par nations avec 5 titres et devance la Suisse (1 titre) et le Royaume-Uni.

## Palmarès

### Hommes
| Épreuves | Or                    | Argent                     | Bronze               |
| -------- | --------------------- | -------------------------- | -------------------- |
| Descente | Walter Prager Suisse  | David Zogg Suisse          | Hans Hauser Autriche |
| Slalom   | Anton Seelos Autriche | Gustav Lantschner Autriche | Fritz Steuri Suisse  |
| Combiné  | Anton Seelos Autriche | Fritz Steuri Suisse        | Otto Furrer Suisse   |

### Femmes
| Épreuves | Or                              | Argent                           | Bronze                       |
| -------- | ------------------------------- | -------------------------------- | ---------------------------- |
| Descente | Inge Wersin-Lantschner Autriche | Nini Zogg Suisse                 | Gerda Paumgarten Autriche    |
| Slalom   | Inge Wersin-Lantschner Autriche | Helen Boughton-Leigh Royaume-Uni | Helen Zingg Suisse           |
| Combiné  | Inge Wersin-Lantschner Autriche | Gerda Paumgarten Autriche        | Jeanette Kessler Royaume-Uni |

## Classement par nations
| Rang | Nation      | Or | Argent | Bronze | Total |
| ---- | ----------- | -- | ------ | ------ | ----- |
| 1    | Autriche    | 5  | 2      | 2      | 9     |
| 2    | Suisse      | 1  | 3      | 3      | 7     |
| 3    | Royaume-Uni | 0  | 1      | 1      | 2     |

## Participants par nations
| France | René Beckert Raymond Berthet André Jamet André Tournier François Vignole Robert Villecampe |